# عنصر التناظر
عنصر التناظر (بالإنجليزية: symmetry element)‏ هو عبارة عن نقطة مرجعية حول مكان حدوث العمليات التناظرية. و حصوصاً أن عناصر التناظر يمكن لها أن تتمركز كمحاور دورانية أو كسطح مرآتي.